# Лекокк (парк)
Лекокк (исп. Lecocq) — заповедник на северо-западе Монтевидео, Уругвай. Является домом для большого количества млекопитающих и птиц.
В заповеднике находится одна из крупнейших в мире популяций антилопы Аддакс (данный вид антилоп находится под угрозой исчезновения).
Ана Оливера, мэр Монтевидео, объявила о планах перевести животных зоопарка Вилла Долорес (расположенного в центральной части Монтевидео) в парк Лекокк к концу 2015 года.